# Friedrich Schonhofen
Friedrich Schonhofen (* 22. September 1921 in Hille; † 3. Juli 1984 in Minden) war ein deutscher Politiker der SPD und Gewerkschaftsfunktionär.

## Leben und Beruf
Schonhofen schloss seine schulische Ausbildung 1937 mit der mittleren Reife ab und war von 1937 bis 1939 Lehrling im Eisenbahndienst. Von 1940 bis 1945 nahm er als wehrpflichtiger Soldat am Zweiten Weltkrieg teil.
Nach Kriegsende war Schonhofen bis 1948 im Eisenbahndienst beschäftigt.
Friedrich Schonhofen war verheiratet und hatte eine Tochter.

## Gewerkschaft
Von 1948 bis 1965 war Friedrich Schonhofen Geschäftsführer der Gewerkschaft der Eisenbahner Deutschlands in Minden. Minden war nach dem Zweiten Weltkrieg als Sitz eines Bundesbahn-Zentralamtes ein bedeutender Standort der Deutschen Bahn.

## Politik
Am 5. Januar 1940 beantragte er die Aufnahme in die NSDAP und wurde zum 1. Februar desselben Jahres aufgenommen (Mitgliedsnummer 7.483.574). Von 1952 bis 1965 war er für die SPD Mitglied des Rates der Stadt Minden und zeitweilig Vorsitzender seiner Fraktion. In diese Zeit fällt auch der Aufstieg der Mindener SPD zur bestimmenden politischen Kraft in der Stadt Minden.   
Von 1962 bis 1975 war Friedrich Schonhofen für die SPD Mitglied des Kreistages des damaligen Kreises Minden. 
Bei der Bundestagswahl 1965 wurde Friedrich Schonhofen im Wahlkreis Minden direkt in den Deutschen Bundestag gewählt, er war Nachfolger von Paul Bleiß (SPD). Bei den Bundestagswahlen 1969 und 1972 konnte er sein Direktmandat erfolgreich verteidigen.
Politischer Schwerpunkt von Friedrich Schonhofen im Deutschen Bundestag war die Verkehrspolitik und die Agrarsozialpolitik.
Nach der Bundestagswahl 1976, bei der er aus gesundheitlichen Gründen nicht wieder kandidiert hatte, schied Schonhofen aus dem Bundestag aus, sein Nachfolger im Direktmandat wurde Lothar Ibrügger (SPD).

## Öffentliche Ämter
Von 1962 bis 1964 war Friedrich Schonhofen stellvertretender Landrat des damaligen Kreises Minden und von 1964 bis 1966 Landrat.
Kurz nach seiner Wahl in den Deutschen Bundestag hat er dieses Ehrenamt aufgegeben.